# Carex remota
Espèce
Synonymes
- Caricina remota (L.) St.-Lag.

Statut de conservation UICN

 LC  : Préoccupation mineure
Carex remota, la Laîche espacée, est une plante herbacée de la famille des Cypéracées.

## Liste des sous-espèces et variétés
Selon Tropicos (24 mai 2015) (Attention liste brute contenant possiblement des synonymes) :
- sous-espèce Carex remota subsp. alta (Boott) Kük.
- sous-espèce Carex remota subsp. axillaris (L.) K. Richt.
- sous-espèce Carex remota subsp. remota
- sous-espèce Carex remota subsp. rochebrunii (Franch. & Sav.) Kük.
- sous-espèce Carex remota subsp. stewartii Kukkonen
- variété Carex remota var. axillaris (L.) Döll
- variété Carex remota var. brizopyrum (Kunze) Boeckeler
- variété Carex remota var. enervulosa Kük.
- variété Carex remota var. remota
- variété Carex remota var. remotaeformis (Kom.) Kük.
- variété Carex remota var. remotispicula (Hayata) Ohwi
- variété Carex remota var. repens Brittinger ex Rchb.
- variété Carex remota var. reptans Franch.
- variété Carex remota var. rochebrunii (Franch. & Sav.) C.B. Clarke
- variété Carex remota var. subloliacea (Schur) Kük.